# Federación de Fútbol de Finlandia
La Federación de Fútbol de Finlandia (SPL/FBF) (en finés: Suomen Palloliitto; en sueco: Finlands Bollförbund) es el organismo rector del fútbol en Finlandia, con sede en Helsinki. Fue fundada en 1907 y está afiliada a la FIFA desde 1908. En 1954 fue una de las asociaciones fundacionales de la UEFA. Se encarga de la organización de la Veikkausliiga, la Copa de Finlandia y los partidos de la Selección de fútbol de Finlandia en sus distintas categorías.